# 孔皮亞姆縣

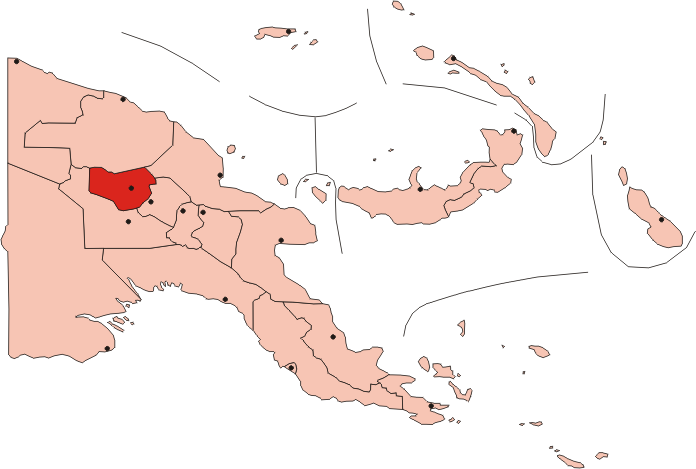

5°19′53″S 143°55′08″E / 5.33139°S 143.91889°E
孔皮亞姆縣（英語：Kompiam District），是巴布亞新畿內亞的縣份之一，位於新畿內亞島東部，由恩加省負責管轄，首府設於孔皮亞姆，面積2,963平方公里，2011年人口54,624，人口密度每平方公里18人。